# Beji Caid Essebsi
Béji Caïd Essebsi (àrab: الباجي قائد السبسي, al-Bājī Qāʾid as-Sabsī) (Sidi Bou Said, 29 de novembre de 1926 - Tunis, 25 de juliol de 2019) va ser un advocat i polític tunisià. Durant la revolució tunisiana de 2011, es va convertir en primer ministre el 27 de febrer de 2011, en substitució de Mohamed Ghannouchi. Va ser succeït el 24 de desembre de 2011 per Hamadi Jebali, després de celebrar-se eleccions.
Entre el 31 de desembre de 2014 i la seva mort va ser President de la República, el primer escollit per la població després de la Revolució del 2011.

## Biografia
Nascut en una família d'agricultors de Tunísia, besnet de Ismail Caid Essebsi, va obtenir una llicenciatura a la Facultat de Dret a París. Més tard es va convertir en conseller del Tribunal de Cassació a Tunísia. Va començar la seva carrera en la defensa dels judicis d'activistes de la Neo-Destour.
A la independència el 1956, es va unir al govern com un assessor de Habib Bourguiba, qui es va convertir en primer ministre abans d'esdevenir cap d'Estat després de la proclamació de la República en 25 de juliol de 1957. Beji Caid va continuar el seu ascens en esdevenir director general de la Seguretat Nacional. Més tard, esdevé ministre de l'Interior del 5 de juliol de 1965 al 8 de setembre de 1969 i el ministre de Defensa del 7 de novembre de 1969 al 12 de juny de 1970.
Després d'un llarg viatge pel desert fins al 3 de desembre de 1980, quan torna al govern com a ministre delegat del Primer Ministre i com a Ministre de Relacions Exteriors el 15 d'abril de 1981, càrrec que va ocupar fins al 15 de setembre de 1986. Durant aquests sis anys, s'enfronta a diverses crisis, incloent l'arribada a Bizerta el 1982 de combatents palestins des de Beirut, el bombardeig de la seu de l'Organització per a l'Alliberament de Palestina a Hammam Chott (al sud de Tunísia) per la Força Aèria d'Israel (Operació cama de fusta) a 1985, per no esmentar els canvis d'humor constants de Muammar Gaddafi. El punt culminant de la seva carrera com a cap de la diplomàcia segueix sent la votació de la resolució de l'ONU condemnant l'agressió israeliana contra Tunísia.
També ocupà el càrrec d'ambaixador a París (1970-1971) i a Bonn (1987). En 1990, es va convertir en president de la Cambra de Representants fins al 1991. El seu darrer mandat com a diputat acabà el 1994. Després va reprendre la seva carrera com a advocat fins que, durant l'anomenada revolució de Tunis, es va convertir en primer ministre el 27 de febrer de 2011, en substitució de Mohamed Ghannouchi.
Beji Caid el Sebsi té dos fills i dues filles.

## Elecció presidencial
El 22 de desembre de 2014 els resultats oficials de les eleccions van apuntar la victòria d'Essebsi contra el candidat rival Moncef Marzouki, per un 55,68% dels vots, en la primera elecció presidencial a Tunísia després de la revolució del 2011. Després del tancament de les urnes el dia anterior, Essebsi va dir a una emissora de televisió local que dedicava la victòria "als màrtirs de Tunísia".